# 케이 호트리
케이 호트리(Kay Hawtrey, 1926년 11월 8일 ~ 2021년 6월 11일)는 캐나다의 배우이다.
토론토에서 태어났다.

## 출연 작품
- 리벤지 45 (2006년)
- 스크림 팀 (2002년)
- 아메리칸 싸이코 2 (2002년)
- 포커스 (2001년)
- 크리미널 인스팅트 - 더욱 차가운 죽음 (2001년)
- 세번째 기적 (1999년)
- 더 시크릿 라이프 오브 알제논 (1997년)
- 크리티컬 케어 (1997년)
- 살인 재판 (1994년)
- 독 안에 들어간 쥐 (1994년)
- 천국의 한 자락 (1991년)
- 빨간머리 앤 - 선생님이 된 앤 (1987년)
- 마녀의 심판 (1987년)
- 소펠 부인 (1984년)
- 폴리스 아카데미 (1984년)
- 비디오드롬 (1983년)
- 씨잉 씽스 (1981년)
- 톰 소여 (1973년)

### 텔레비전
- 에이번리로 가는 길 (1991-94)